# Port au Port Peninsula
Port au Port Peninsula är en halvö i Kanada.   Den ligger i provinsen Newfoundland och Labrador, i den östra delen av landet, 1 300 km öster om huvudstaden Ottawa.
I omgivningarna runt Port au Port Peninsula växer i huvudsak blandskog. Runt Port au Port Peninsula är det mycket glesbefolkat, med 6 invånare per kvadratkilometer.